# Schloss Beesenstedt

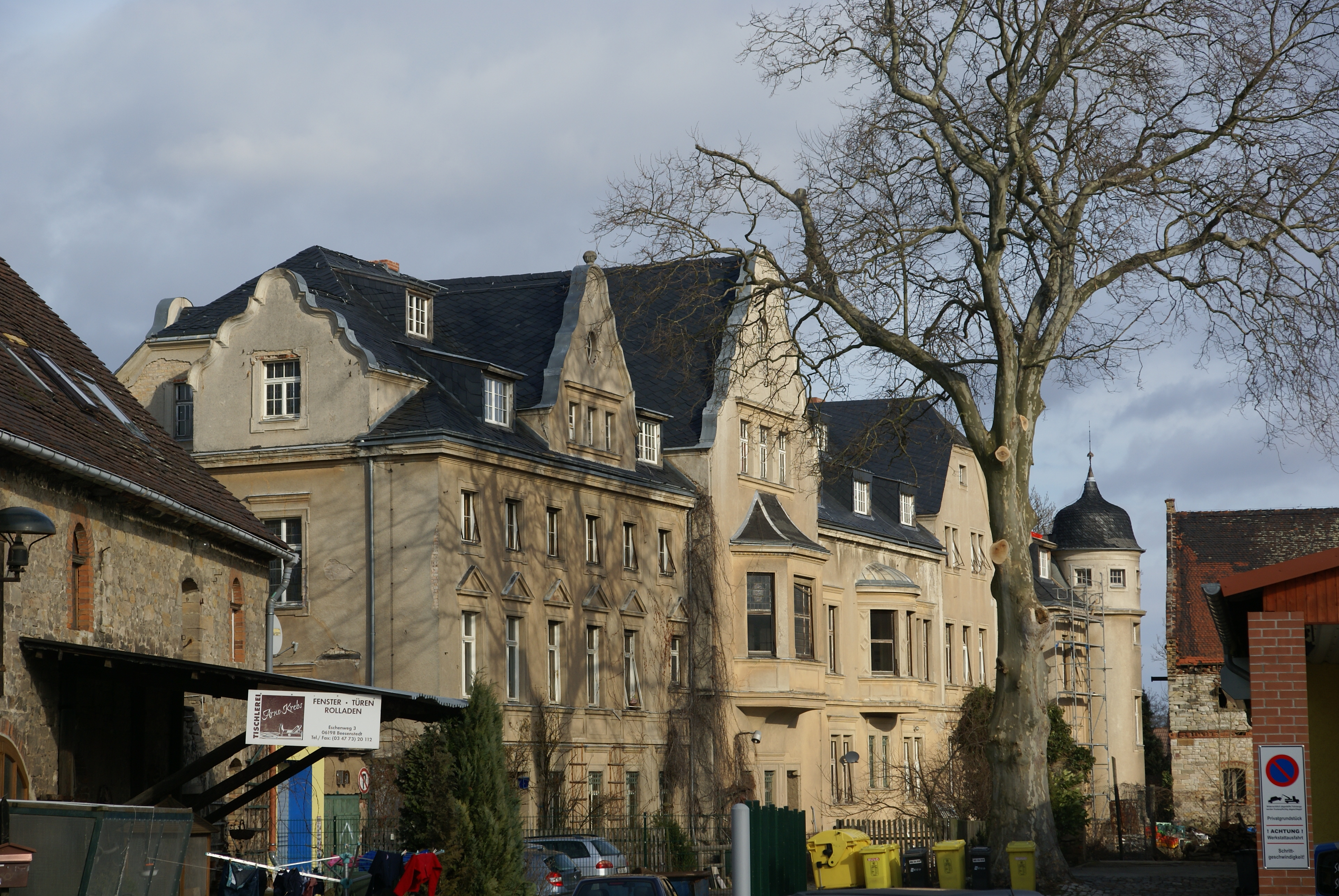
Schloss Beesenstedt

Das Schloss Beesenstadt ist ein denkmalgeschütztes Bauwerk im Ortsteil Beesenstedt der Einheitsgemeinde Salzatal im Saalekreis in Sachsen-Anhalt. Im örtlichen Denkmalverzeichnis ist das Schloss unter der Erfassungsnummer 094 55450 als Baudenkmal verzeichnet. Es hat die Adresse Schloßstraße 31.

## Geschichte
Das Schloss Beesenstedt ist ein 1894 von Herrmann Nette nach Entwürfen von Reinhold Knoch und Friedrich Kallmeyer erbauter Herrensitz. Bis 1947 war es der Wohnsitz der Familie Nette, deren Vorfahren auf den deutschen Dichter Friedrich Gottlieb Klopstock zurückgehen. 1915 wurde das Schloss durch Paul Schultze-Naumburg mit einem zweiten Flügel ausgebaut. Im Jahr 1921 wurde es im Zuge der Märzkämpfe in Mitteldeutschland durch Max Hoelz geplündert. Das Schloss blieb bis zur Enteignung 1945 im Besitz der Familie Nette.
Das Schloss wurde als Logenhaus der Freimaurerei mit entsprechenden Versammlungsräumen genutzt. Zu welcher Loge die Räume gehörten, ist ungeklärt.
Das Schloss diente im Zweiten Weltkrieg als Sitz des Regierungspräsidiums Sachsen. In der Nachkriegszeit nutzte die Zentrale FDGB-Schule „Otto Schlag“ die mehr als 100 Räume des Schlosses und nach dem Ende der DDR stand das Gebäude bis 1996 leer. Heute ist es in Privatbesitz und wird für Veranstaltungen und als Drehort für Filmaufnahmen genutzt.

## Nutzung
Die Band Rammstein bereitete 2008 auf dem Schloss das Album „Liebe ist für alle da“ vor. Teile des Filmes Honey Baby wurden hier gedreht.

## Gestaltung
Die Fassade ist durch zahlreiche Vorbauten, Balkone und Türme verziert. Die ursprüngliche Raumgliederung ist bis heute erhalten geblieben. Im Obergeschoss befindet sich ein großer Saal mit feingliedrigem Deckenstuck und einem Kamin.